# Prügy
Prügy – wieś i gmina w północno-wschodniej części Węgier, w pobliżu miasta Szerencs.

## Podział administracyjny
Administracyjnie gmina należy do powiatu (węg. kistérség) Szerencs, wchodzącego w skład komitatu Borsod-Abaúj-Zemplén i jest jedną z 18 gmin tegoż powiatu.